# Berger (Missouri)
Berger – miasto w Stanach Zjednoczonych, w stanie Missouri.
Liczba mieszkańców w 2000 roku wynosiła 208.